# Третье правительство Эррио
Третье правительство Эррио́ — кабинет министров, правивший Францией 194 дня с 3 июня по 14 декабря 1932 года, в период Третьей французской республики, в следующем составе:
- Эдуар Эррио — председатель Совета министров и министр иностранных дел;
- Жозеф Поль-Бонкур — военный министр;
- Камиль Шотан — министр внутренних дел;
- Луи Жермен-Мартен — министр финансов;
- Морис Пальмад — министр бюджета;
- Альбер Далимье — министр труда и условий социального обеспечения;
- Рене Рено — министр юстиции;
- Жорж Лейг — морской министр;
- Леон Мейер — министр торгового флота;
- Поль Пенлеве — министр авиации;
- Анатоль де Монзи — министр национального образования;
- Эме Берто — министр пенсий;
- Абель Гардей — министр сельского хозяйства;
- Альберт Сарро — министр колоний;
- Эдуар Даладье — министр общественных работ;
- Жюстен Годар — министр здравоохранения;
- Анри Кей — министр почт, телеграфов и телефонов;
- Жюльен Дюран — министр торговли и промышленности.